# Hans Landman
Johannes Jacobus (Hans) Landman (Den Helder, 20 november 1910 – aldaar, 10 september 1983) was een Nederlands politicus van de PvdA.
Hij werd geboren als zoon van Gabriel Landman (1881-1968) en Grietje Koenekoop (*1884) en in 1928 ging hij werken bij de Rijkswerf in zijn geboorteplaats. Toen hij in 1946 in de gemeenteraad van Den Helder kwam was hij adjunct-commies bij die marinewerf en in 1953 vierde hij daar zijn zilveren jubileum. Landman was in Den Helder wethouder van onderwijs voor hij in 1958 benoemd werd tot burgemeester van Koedijk. In 1972 werd die gemeente opgeheven waarmee zijn functie kwam te vervallen. Landman keerde terug naar zijn geboorteplaats waar hij in 1983 op 72-jarige leeftijd overleed.